# 川崎飲料
川崎飲料株式会社（かわさきいんりょう）は、日本の炭酸飲料製造企業。

## 概要
2009年時点で創業80周年を迎える。ラムネと地サイダーを主要生産品目として生産しており、本社工場は神奈川県川崎市川崎区にある。
製造するラムネ用に昔ながらのリターナブル瓶を使用している。

## 沿革
1929年（昭和4年）創業、1952年（昭和27年）5月創立。かき氷用のシロップ製造から始まり、1952年ごろから長年OEMによる委託製造が主流であったが、2006年以降の地サイダーブームの波に乗り、自社ブランドによる製品開発・製造・販売に踏み切り、現在に至る。この中から「湘南サイダー」がヒット商品となった。

## 主な商品
2011年11月現在。
ラムネ

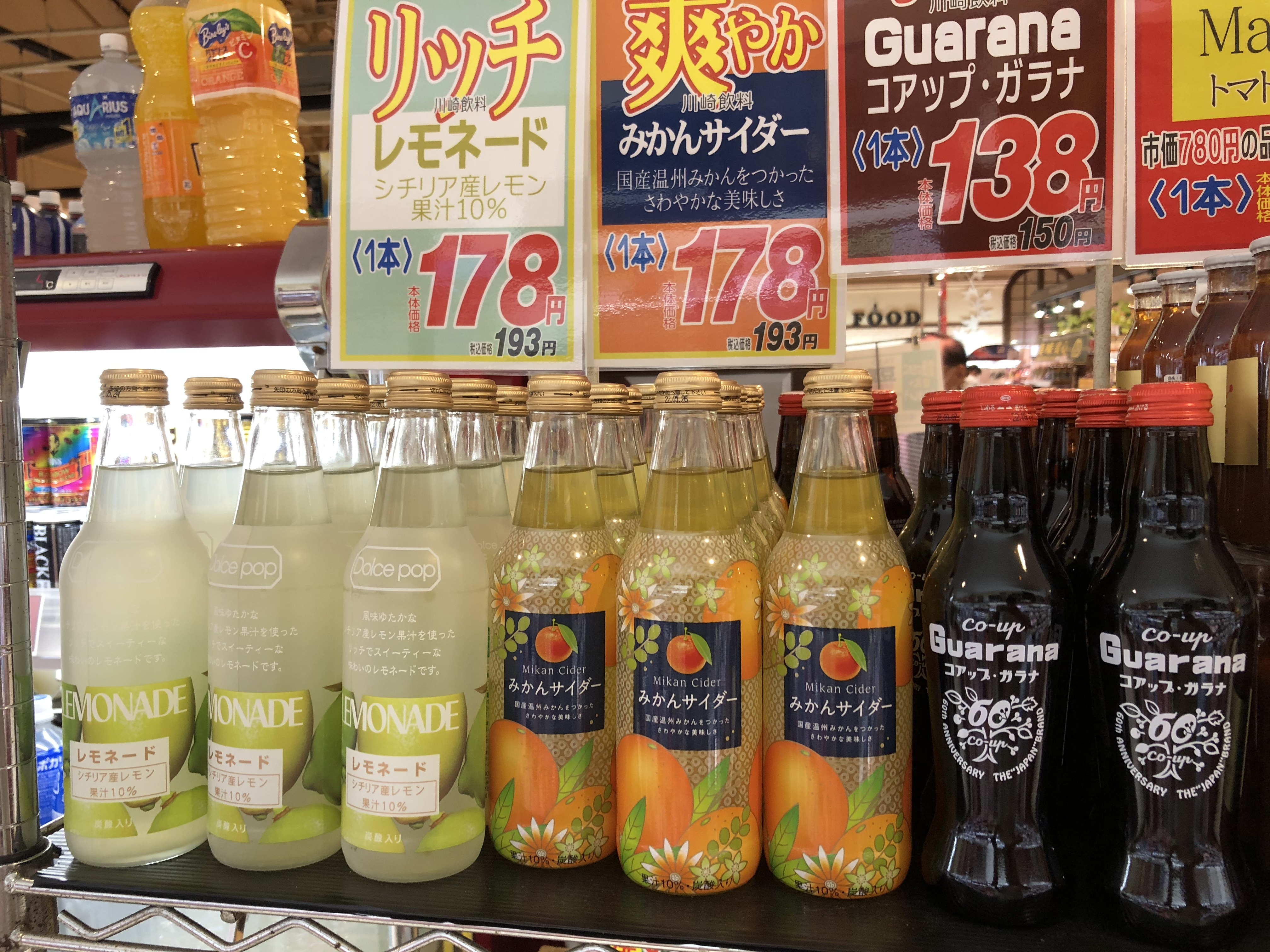
ドルチェポップレモネード、みかんサイダー、コアップガラナ。

- ビードロおいしいラムネシリーズ（ボトル、PET、リターナブル）

地サイダー
- 湘南サイダープレミアムクリア
- 横浜サイダープレミアムクリア
- レモネード

その他の炭酸飲料
- コアップガラナ
- シャンメリー